# Tawfiq Pacha
Muhammad Tawfik Pacha (arabe : محمد توفيق باشا), né au Caire le 15 novembre 1852 et mort le 7 janvier 1892 à Helwan, fut khédive d'Égypte du 26 juin 1879 au 7 janvier 1892, sous le nom de Tawfik pacha d'Égypte.

## Biographie
Successeur de son père Ismaïl Pacha dont il est le fils aîné, Tawfik est envoyé en Europe pour y recevoir son éducation. 
Au cours de la crise financière qui frappe l’Égypte, il remplace, début 1879, Nubar Pacha au poste de président du Conseil. Le 15 novembre, il est proclamé khédive grâce au soutien des Britanniques et de la France : dès lors, le pays est en réalité gouverné par l'intermédiaire du contrôleur-général Evelyn Baring (1er comte de Cromer) relayé par Auckland Colvin, côté anglais, et par le directeur de la Dette égyptienne, Ernest de Blignières, côté français.
Il nomme en 1881 Urabi Pacha, chef du mouvement nationaliste, ministre de la Guerre et celui-ci s'empresse de fortifier Alexandrie : en représailles, les Britanniques bombardent les fortifications durant l'été 1882 et Tawfik, en dépit d'un avertissement des diplomates européens, demeure courageusement dans son palais de Qasr el-Raml. S'ensuit la guerre anglo-égyptienne de 1882.
Mais après la défaite d'Urabi à la bataille de Tel el-Kebir, Tawfik doit subir un contrôle plus rigoureux de la part des Britanniques et, sur l'ordre de Evelyn Baring, doit abandonner sa suzeraineté sur le Soudan après la victoire des mahdistes (1884). En juin 1888, il démet de ses fonctions Nubar Pacha et le remplace par Riyad Pacha.
Tawfik passe ensuite, loin des intrigues, une grande partie de son règne dans son palais du Caire, à cultiver ses terres.
Il sera remplacé par Abbas II Hilmi.
Il fut membre de la franc-maçonnerie, grand maître de la Grande Loge nationale d'Égypte de 1881 à 1890. À sa mort, cette dernière publia le communiqué suivant :
« L'ange de la mort a frappé à la porte de nos temples, notre bien-aimé et très vénérable frère S.A. Mehemed Thewfik I a été appelé à la Grande Loge céleste ». 
Elle a pour l'occasion demandé à tous ses membres d'observer le deuil durant 7 mois.

## Décorations étrangères
- Grand-croix de l’ordre impérial de Léopold (Monarchie austro-hongroise)

- Grand-croix de la Légion d'honneur (France)
- Grand-croix de l'ordre royal des Saints-Maurice-et-Lazare (royaume d'Italie)
- Grand cordon de l'ordre de l'Osmaniye (Empire ottoman)
- Grand cordon de l'ordre du Médjidié (Empire ottoman)
- Médaille Imtiyaz (Empire ottoman)
- Chevalier grand-croix de l'ordre du Lion néerlandais (Pays-Bas)
- Grand'croix de l'ordre royal de Kalākaua (en) (royaume d'Hawaï)
- Chevalier commandeur de l'ordre du Bain (Royaume-Uni)
- Chevalier grand croix de l'ordre de l'Étoile des Indes (Royaume-Uni)
- Grand-croix de l'ordre de Vasa (Suède)
- Chevalier de l'ordre des Séraphins (Suède)